# Nowa Obra (powiat wolsztyński)
Nowa Obra – wieś w Polsce położona w województwie wielkopolskim, w powiecie wolsztyńskim, w gminie Wolsztyn.

## Historia
W okresie Wielkiego Księstwa Poznańskiego (1815-1848) miejscowość wzmiankowana jako Obra nowa należała do wsi większych w ówczesnym powiecie babimojskim rejencji poznańskiej. Obra nowa należała do wolsztyńskiego okręgu policyjnego tego powiatu i stanowiła część majątku Obra, który należał do Dziembowskiego. Według spisu urzędowego z 1837 roku Obra nowa liczyła 178 mieszkańców, którzy zamieszkiwali 29 dymów (domostw). W 1921 roku stacjonowała tu placówka 17 batalionu celnego.
W latach 1975–1998 miejscowość należała administracyjnie do województwa zielonogórskiego.

## Galeria

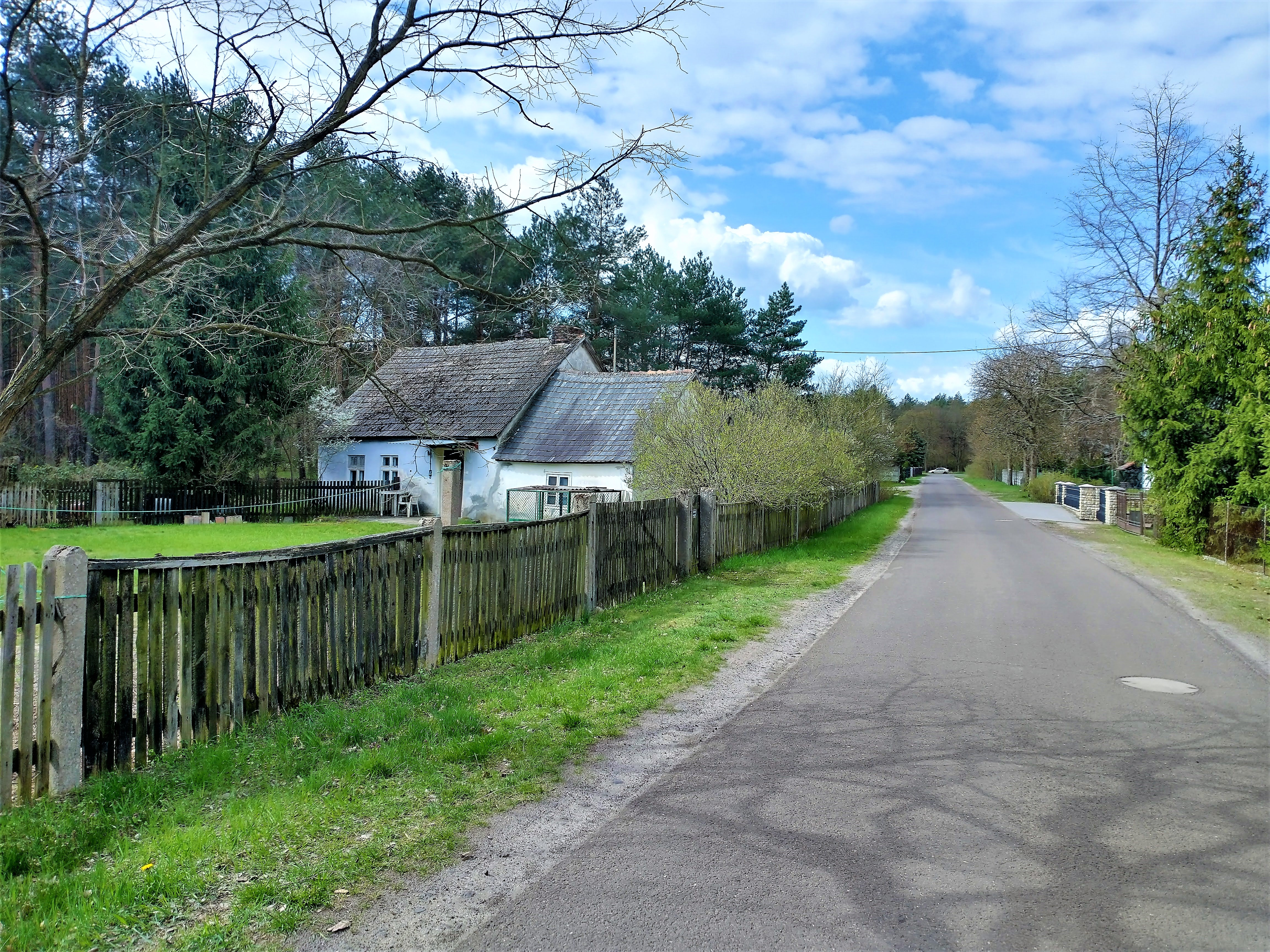
Stara zabudowa wsi i krzyż przydrożny
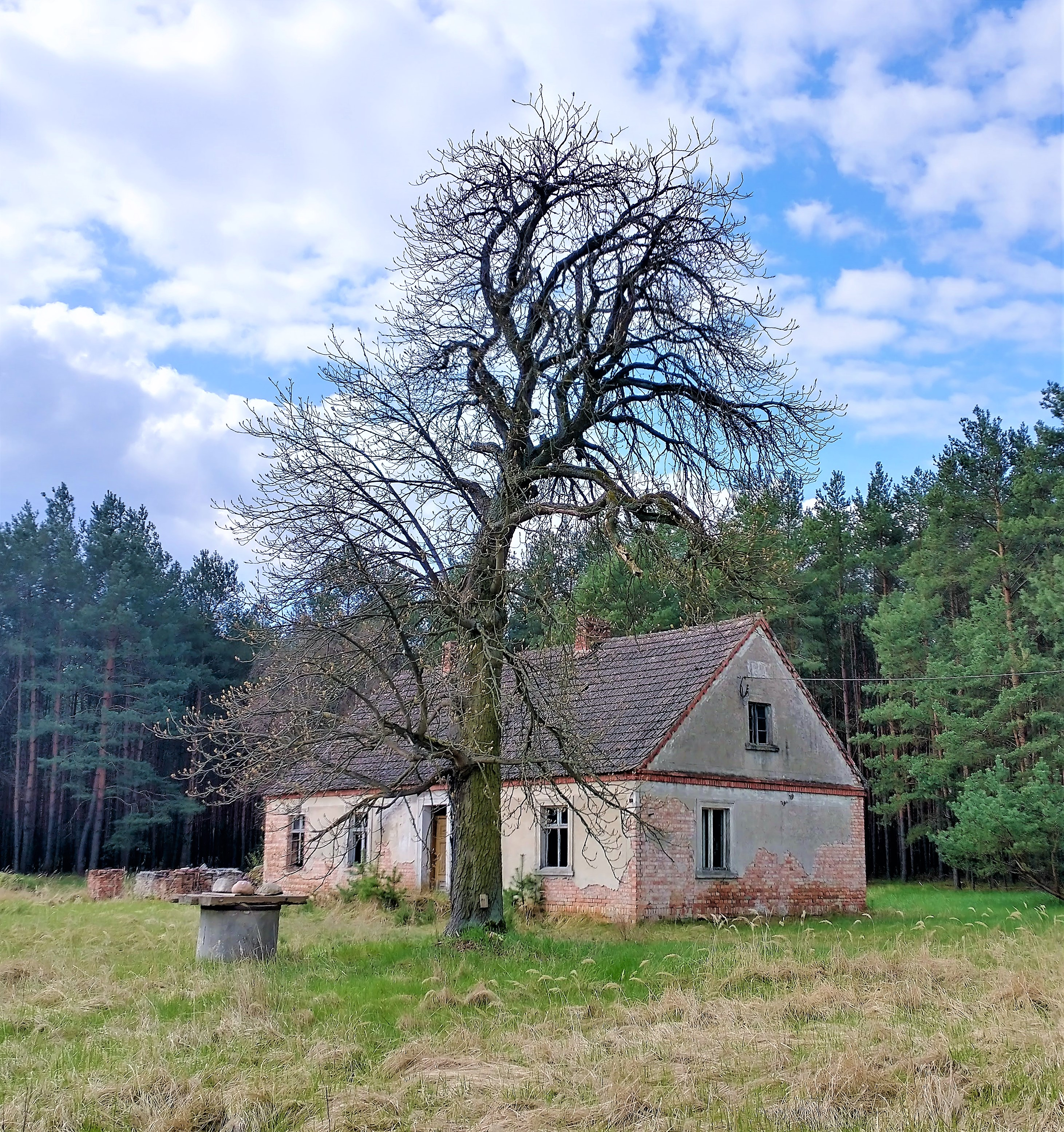
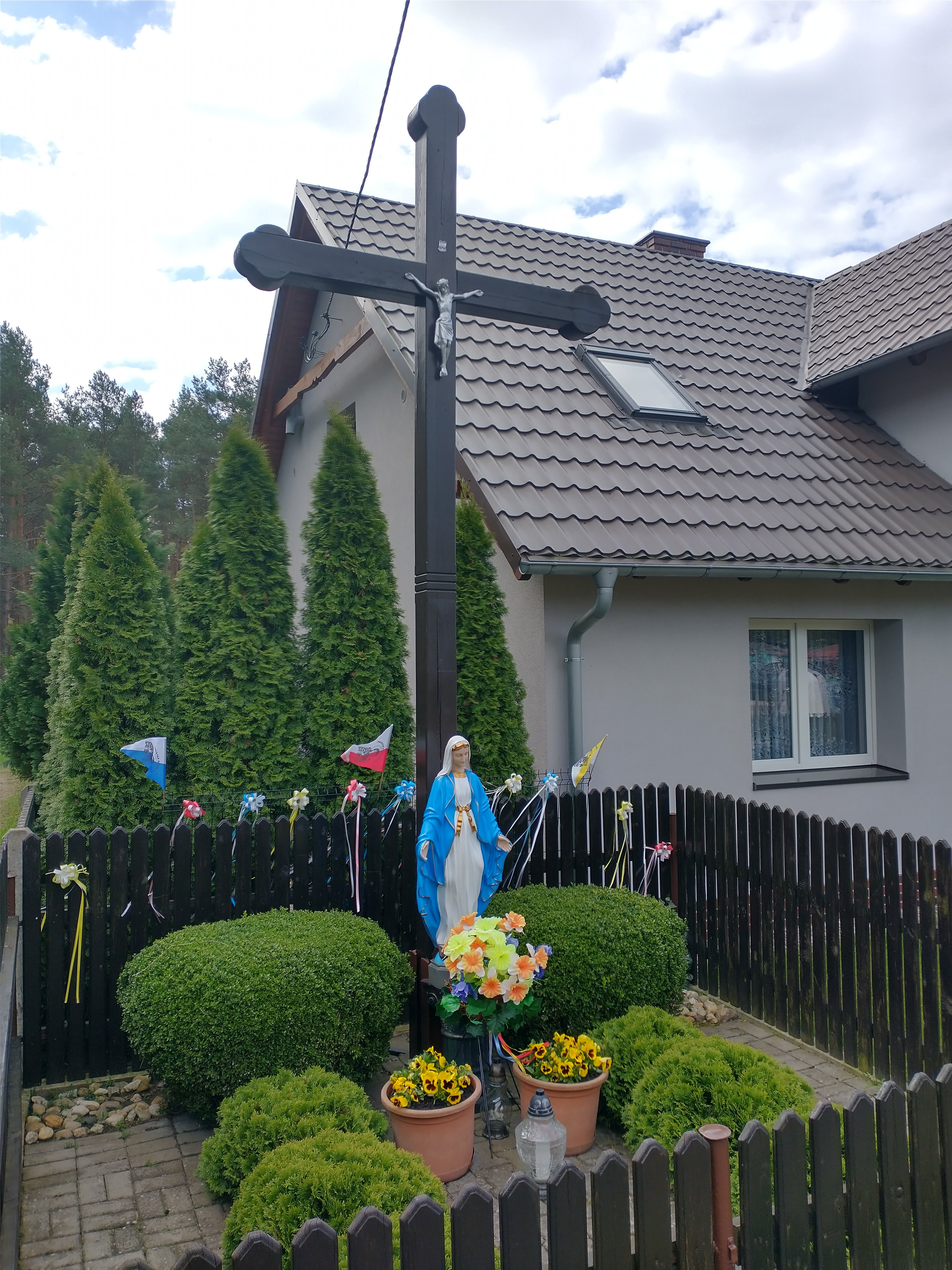